# Cymonomus trifurcus
Cymonomus trifurcus is een krabbensoort uit de familie van de Cymonomidae. De wetenschappelijke naam van de soort is voor het eerst geldig gepubliceerd in 1920 door Stebbing.